# Miklós Nyiszli
Miklós Nyiszli (geboren 17. Juli 1901 in Szilágysomlyó, Österreich-Ungarn; gestorben 5. Mai 1956 in Oradea) war ein ungarischer Mediziner aus Siebenbürgen, der gezwungen war im KZ Auschwitz-Birkenau als Häftlingsarzt und Obduzent Josef Mengeles zu wirken. Er war Überlebender des Holocaust.

## Leben
Miklós Nyiszli wurde als Sohn eines Herrenschneiders im ungarischen Siebenbürgen geboren, das nach dem Ersten Weltkrieg zu Rumänien gehörte. Nach dem Besuch der Volksschule und des Gymnasiums legte er im Sommer 1920 in seinem Heimatort das Abitur ab. Anschließend absolvierte er ein Medizinstudium mit Unterbrechungen in Klausenburg, Kiel und Breslau, das er 1930 mit dem Staatsexamen und Promotion zu einem gerichtsärztlichen Thema abschloss.
Im Herbst 1930 zog Nyiszli wieder nach Rumänien und bildete sich zum Allgemeinmediziner fort. Mit seiner Frau Margarete, die er 1927 geheiratet hatte, und der Tochter Zsuzsana (1929–1983), nahm er seinen Wohnsitz zunächst in Oradea und ab 1937 in Viseu de Sus, wo er jeweils eine Arztpraxis führte. Während des Zweiten Weltkrieges fiel das Gebiet mit dem Zweiten Wiener Schiedsspruch 1940 wieder an Ungarn. Nyiszli war mit seiner Familie antijüdischen Repressionen ausgesetzt und wurde im Zuge dieser Maßnahmen zunächst nach Sapinta und später nach Gyula umgesiedelt, wo er als Gebietsarzt tätig wurde.
Nach der deutschen Besetzung Ungarns deportierte das Eichmann-Kommando Ende Mai 1944 Nyiszli mit seiner Frau und der 15-jährigen Tochter in das KZ Auschwitz-Birkenau, wo er zur Vernichtung durch Arbeit selektiert wurde und die Häftlingsnummer A 8.450 erhielt. Zunächst  musste er im KZ Auschwitz-Monowitz Zwangsarbeit im Buna-Zweigwerk der I.G. Farben leisten. Ende Juni 1944 wurde er mit zwei weiteren Medizinern in den Häftlingskrankenbau nach Auschwitz-Birkenau überstellt und vom ersten Lagerarzt Josef Mengele als Pathologe in dem neu eingerichteten Sektionsraum im Anbau des Blocks 12 eingesetzt.

„Diese Arbeit bestand aus der ärztlichen Untersuchung derjenigen (lebenden) Personen, die wegen ihrer anormalen körperlichen Entwicklung aus den Transporten selektiert worden waren. Wir nahmen an ihnen Vermessungen vor, dann tötete sie der Oberscharführer Muszfeld mit dem Kleinkaliber, d.h. mit dem 6-mm-Gewehr durch Genickschuß. Danach erhielten wir den Befehl, die Leichen zu sezieren und ein sehr genaues Protokoll über die Sektion herzustellen. Sodann ätzten wir die Leichen der anormalen Personen mit Chlorkalk und stellten die sauberen Knochen in Paketen zusammen und schickten diese dem anthropologischen Institut in Berlin-Dahlem“

Ende August 1944 wurde er zum „Sonderkommando“ im Krematorium II des KZ Auschwitz-Birkenau verlegt. Nach Abbruch des Krematoriums II wurde er in das Krematorium V verlegt. Bei der Räumung des Lagers Auschwitz Mitte Januar 1945 mit einem folgenden Todesmarsch in Richtung KZ Mauthausen überlebte Nyiszli die Nebenlager Melk und Ebensee, wo er am 5. Mai von amerikanischen Truppen befreit wurde.
Nach der Rückkehr in seine Heimat traf er im Oktober 1945 seine Frau und Tochter wieder, die Auschwitz und Bergen-Belsen überlebt hatten. Nyiszli verfasste innerhalb weniger Monate seinen Erinnerungsbericht, der 1946 in ungarischer Sprache unter dem Titel Ich war der Pathologe von Dr. Mengele im Auschwitzer Krematorium veröffentlicht wurde. Nyiszlis Memoiren waren der erste Bericht über die tragische Zwangsarbeit der jüdischen „Sonderkommandos“ in Auschwitz-Birkenau und über den bewaffneten Häftlingsaufstand in Auschwitz. Wesentliche Teile seiner Berichte wurden im Film von B. Nelson „Die Grauzone (Orig: The Grey Zone)“ (USA 2001) verarbeitet.
Im Oktober 1947 sagte Nyiszli in Nürnberg als Zeuge im I.G.-Farben-Prozess über seine Zeit im Sonderkommando im KZ Auschwitz-Birkenau aus. Nyiszli starb 1956 nach langer Krankheit an einem Herzinfarkt.

## Schriften
- Selbstmordarten aufgrund des Sektionsmaterials des Breslauer Gerichtsärztlichen Instituts, Inaugural-Dissertation an der Universität Breslau 1930.
- Dr. Mengele boncolóorvosa voltam az auschwitz-i krematóriumban. Debrecen 1946 (Ungarisch und Rumänisch; 1951 ins Französische, 1960 ins Englische und 1992 ins Deutsche übersetzt).
  - englische Übersetzung: Auschwitz. An eyewitness account of Mengele’s infamous death camp. Translated by Tibère Kremer and Richard Seaver. Seaver, New York 1986 (Erstauflage 1960).
  - deutsche Übersetzung: Im Jenseits der Menschlichkeit. Ein Gerichtsmediziner in Auschwitz. Übersetzt von Angelika Bihari. Hrsg. von Friedrich Herber. Verlag Karl Dietz Berlin, Berlin 1992, ISBN 3-320-01791-8
  - Im Jenseits der Menschlichkeit. Ein Gerichtsmediziner in Auschwitz. Hrsg. von Friedrich Herber. 1. Aufl., erweiterte und überarbeitete Auflage der 2. Aufl. von 2005, hrsg. von Andreas Kilian und Friedrich Herber. Karl Dietz Verlag Berlin, Berlin 2024, ISBN 978-3-320-02394-2.
- Sonderkommando. In: Hans Günther Adler, Hermann Langbein, Ella Lingens-Reiner (Hrsg.): Auschwitz. Zeugnisse und Berichte. 6., überarbeitete Auflage. CEP Europäische Verlagsanstalt, Hamburg 2014 (Erstauflage 1962), ISBN 978-3-86393-060-8, S. 74–77.